# Sporaden (Regionalbezirk)
Der Regionalbezirk Sporaden (griechisch Περιφερειακή Ενότητα Σποράδων Periferiaki Enotita Sporadon) ist einer von fünf Regionalbezirken der griechischen Region Thessalien. Er wurde anlässlich der Verwaltungsreform 2010 aus den drei Inselgemeinden der ehemaligen Präfektur Magnisia gebildet und umfasst damit die der Pilion-Halbinsel vorgelagerten Inseln der Nördlichen Sporaden. Damit entspricht er dem Gebiet der Provinz Skopelos, die bis 1997 in der Präfektur Magnisia bestand. Proportional zu seinen 13.458 Einwohnern entsendet das Gebiet einen Abgeordneten in den thessalischen Regionalrat, hat aber keine weitere politische Bedeutung als Gebietskörperschaft. Er gliedert sich in die drei Inseln und Gemeinden Alonissos, Skiathos und Skopelos.